# Dog Gone
«Dog Gone» (titulado «Perro muerto» en España y «¿Cuáles perros?» en Hispanoamérica) es el octavo episodio de la octava temporada de la serie Padre de familia emitido el 29 de noviembre de 2009 a través de FOX en Estados Unidos. La trama se centra en Brian, quien tras matar accidentalmente a un perro y descubrir que sus actos no tienen consecuencias, intenta demostrar a la población que la vida de un can es tan importante como la humana. Por otro lado, Lois contrata a Consuela, una criada hispana que resulta ser un dolor de cabeza para todos.
El episodio está escrito por Steve Callaghan y dirigido por Julius Wu. Las críticas por parte de la crítica fueron en su mayoría positivas, por el contrario, la organización pro derechos de los animales PETA criticó duramente el argumento. Según la cuota de pantalla Nielsen, el episodio fue visto por 8,48 millones de televidentes en el día de su primera emisión. El episodio contó con la participación de Chris Matthews, Nathan Gunn, Eddie Sotelo, Fred Tatasciore y Kel MacFarlane entre otros miembros del reparto.

## Argumento
Tras años de esfuerzo, Brian recibe una invitación para asistir a una ceremonia en donde se le concederá un premio por su novela Faster Than the Speed of Love por la Sociedad Especial Literaria de Rhode Island. Convencido de que es un gran escritor, pretende atraer el interés de su familia, sin embargo, solo consigue la indiferencia de Meg y las burlas de Lois. Una vez llega al lugar del evento para recoger su premio, se queda decepcionado al ver que lo de "especial no era lo que pensaba, ya que todos los miembros resultan tener diversidad funcional mental. Tras la profunda decepción, Brian acude a un bar a ahogar sus penas. Después de la desafortunada velada, Brian conduce hacia casa en estado de ebriedad y accidentalmente atropella a un perro, horrorizado por lo que acaba de hacer, entierra al animal en el jardín de su familia con la esperanza de que nadie le haya visto. Sin embargo, Stewie le descubre y empieza a aprovecharse de la situación para malestar de Brian, que finalmente decide confesar a Joe y a la familia su "asesinato". Sin embargo, todos los presentes se ríen al mismo tiempo que admiten que a nadie le importa si un perro u otro animal muere, sobre todo si es entre animales.
Indignado, Brian inicia una campaña en pro de la defensa de los animales a la que llama "Asociación de Quahog por la "Igualdad de los Derechos de los Animales" para convencer a los vecinos de la localidad de que la vida animal debería tener el mismo valor que la humana, pero los ciudadanos, a pesar de ver las octavillas con interés, se niegan a cambiar sus hábitos y estilos de vida en cuanto a adoptar dietas vegetarianas e investigaciones médicas se refiere. Brian se escandaliza por la manera de pensar de la gente hasta tal punto en el que habla de cómo vive un perro en países del Extremo Oriente en donde aparecen como platos gastronómicos, esto no hace más que levantar la curiosidad de todos los presentes, los cuales, lejos de unirse a su causa, le persiguen para comérselo.
Brian se da cuenta entonces de que a nadie le importa la vida de ningún animal y por ende la suya no tiene ningún valor para los Griffin. Cuando Stewie se lo encuentra llorando en la bañera, le coge su collar y para demostrarle lo contrario decide fingir su muerte. A la mañana siguiente, Lois se sorprende al ver que un bombero llama a su puerta, el cual le comunica que anoche se produjo un incendio en una licorería en donde un perro perdió la vida, de pronto Lois se queda horrorizada al ver como el bombero le hace entrega del collar de Brian. Tras la trágica noticia, la familia llora la pérdida de un amigo, Stewie, quien contempla la escena le pide a Brian que mire desde las escaleras. Tal escena le hace comprender que, a pesar de todo, Brian sigue siendo alguien importante en la familia a pesar de ser de otra especie y le agradece a Stewie el detalle mientras observan a escondidas como los Griffin lloran.
Por otro lado, Quagmire, en la casa de Peter, tira al suelo un pack de Kool-Aid al suelo de la cocina y huye de la casa cayendo las culpas sobre Peter. Frustrada por tener que limpiar continuamente las trastadas de su marido, Lois contrata a Consuela, una criada hispana, para limpiar la casa, pero pronto descubren que la empleada es más cabezota de lo que se pensaban, molestos porque empieza a gorronear de sus confianzas, Peter y Lois tratan de despedirla, pero se niega a renunciar a su trabajo, incluso a pesar de recibir sobornos por parte de Peter (aunque de todas maneras se queda el dinero). En un último intento, Peter consigue engañarla después de lograr que esta huela cloroformo en una servilleta, una vez inconsciente, Peter la deja enfrente de la casa de Joe. 
Al final del episodio, Peter declara a los espectadores que en Padre de familia respetan los derechos de los animales y aseguran que ningún animal ha sufrido daños en la producción del episodio, sin embargo, hirieron los sentimientos de un cantante de ópera italiano tras bajar prematuramente el telón durante su actuación.

## Producción y desarrollo

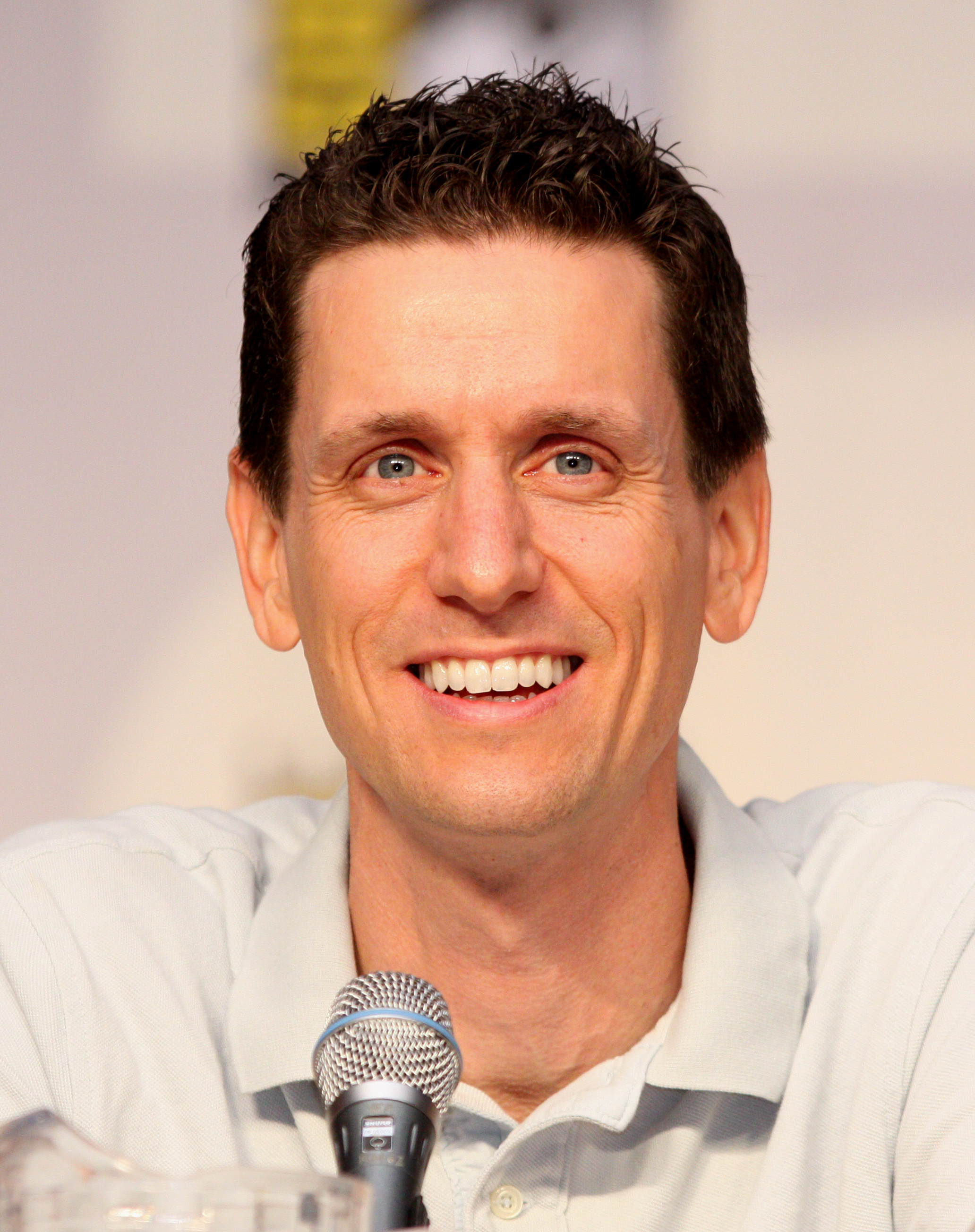
Steve Callaghan, guionista del episodio.

El 25 de julio de 2009, Steve Callaghan, dio a conocer los detalles del episodio en la Convención Internacional de Cómics de San Diego, El episodio está dirigido por Julius Wu y escrito por Callaghan antes de la finalización de la producción de la octava temporada. El episodio sirve como introducción del personaje de Consuela, vista por primera vez en Believe It or Not, Joe's Walking on Air. El actor Mike Henry presta su voz al personaje.
Aparte del reparto habitual de la serie, el presentador y comentarista político Chris Matthews junto con los actores Fred Tatasciore, el cantante de ópera Nathan Gunn, el locutor Eddie Sotelo y Kel MacFarlane, esta última webmistress del fansite de Seth MacFarlane, prestan sus voces a sus respectivos personajes. Entre el reparto habitual se encuentran: los actores Ralph Garman y Alex Breckenridge y los guionistas: John Viener, Mark Hentemann, Alec Sulkin y Danny Smith.

## Referencias culturales

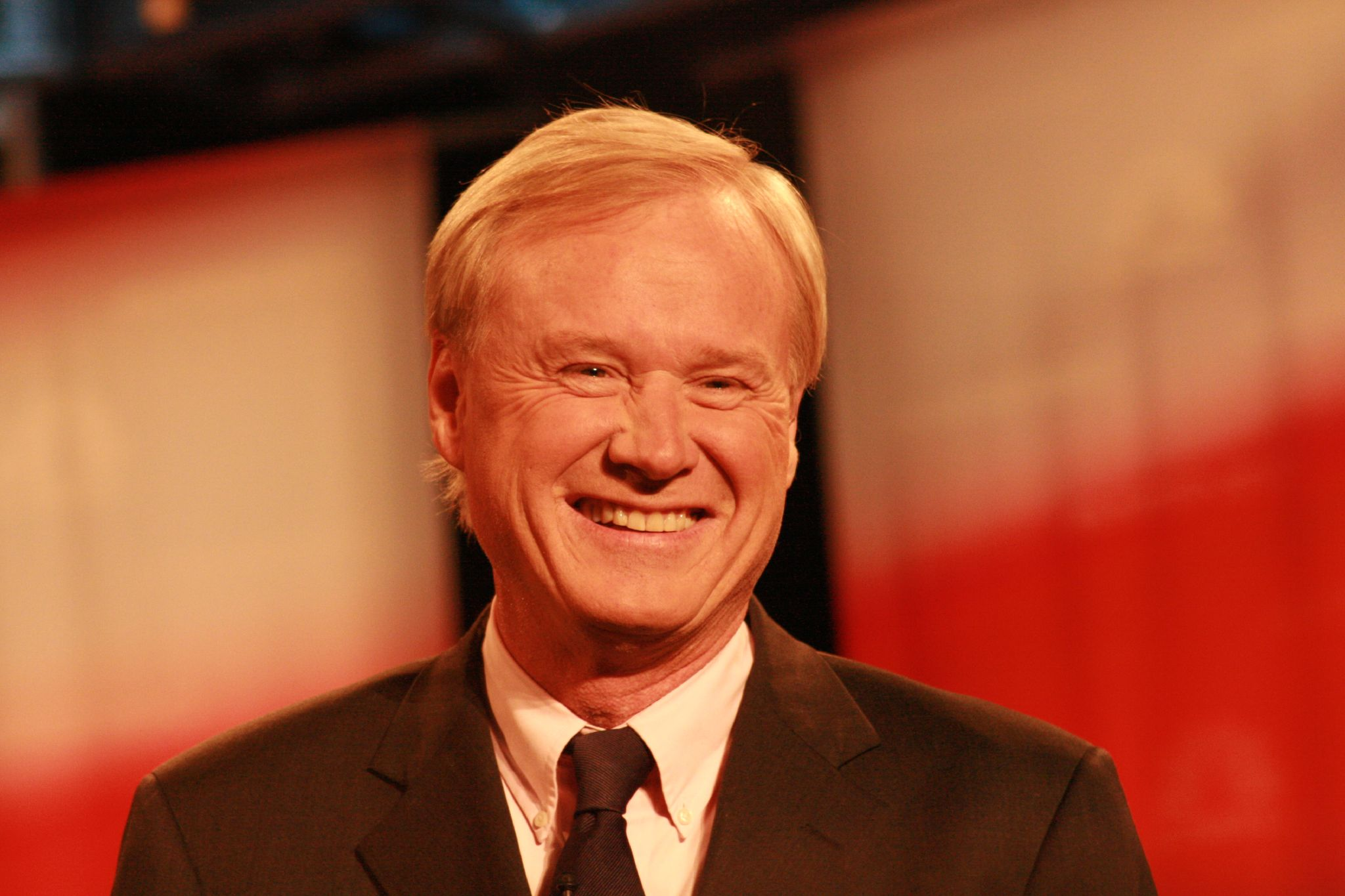
El presentador de informativos y comentarista político Chris Matthews hizo su primera aparición en la serie prestando su voz a su personaje homónimo.